# Peter Jagers
Peter Jagers, född 1941, är professor i matematisk statistik vid Göteborgs universitet och Chalmers tekniska högskola.
Jagers har innehaft en rad förtroendeuppdrag, bl.a. vice preses för Kungliga Vetenskapsakademien, ordförande för Chalmers fakultetsråd, ordförande för Stiftelsen Kursverksamheten vid Göteborgs universitet (Folkuniversitetet Väst) och ordförande för Kungliga Vetenskaps- och Vitterhets-Samhället i Göteborg. Han är ledamot av International Statistical Institute, Institute of Mathematical Statistics och Fraunhofer Gesellschaft och har varit ordförande för Bernoulli Society. Han har varit medlem av Statistiska centralbyråns vetenskapliga råd.
Jagers är samordnande redaktör för Journal of Applied Probability samt Advances in Applied Probability. Han ingår i redaktionskommittén för Springers bokserier om sannolikhetsteori och har varit chefredaktör för Stochastic Processes and their Applications.

## Utmärkelser
Jagers är hedersdoktor vid Bulgariska Vetenskapsakademien och mottog 2012 Carvermedaljen från Institute of Mathematical Statistics. 2003 fick han Chalmersmedaljen.

## Publikationer
Peter Jagers har skrivit ett stort antal artiklar om stokastiska processer, främst så kallade förgreningsprocesser, och är författare till två böcker, Branching Processes with Biological Applications (J. Wiley 1975) och Branching Processes: Variation, Growth, and Extinction of Populations (Cambridge U. Press 2005).